# 吳心緹
吳心緹（Esther Wu，1992年9月24日—），藝名吳心緹，台灣女藝人。2010年參加Channel V的《美少女時代》節目，之後參與廣告拍攝，以三菱汽車廣告飾演的角色「小敏」而知名。

## 經歷
2010年，吳心緹參加了Channel V的《美少女時代》節目。2012年，以吳心緹之名正式出道，並且接拍了偶像劇和廣告，其中以隋棠和楊祐寧領銜主演的《愛的生存之道》就是她在戲中演配角的最代表偶像劇之一。2013年，由三菱汽車拍Outlander系列車款廣告找上她參與廣告拍攝，並且以類似電玩「快打旋風系列」春麗的雙包頭髮型加上少女系列衣物穿搭，加上最經典的「沒有耶」、「好啊！」台詞所演出的「小敏」一角，成了她開啟知名度的大門，隨後更被各大電視節目邀請通告、拍攝廣告。2016、17年連續兩年為御茶園特上系列擔任代言人。中華職棒球隊“Lamigo”邀請吳心緹擔任他們球賽的開球嘉賓。連續三年受邀為北海道十勝地區拍攝觀光微電影。曾主持《三立電視台》的外景節目《愛玩客》。演出電視劇《幸福不二家》等劇。2016年，演出《惡作劇之吻》的女主角向月琴。2018年，演出CHOCO TV 《搖滾畢業生》 的女主角夏依。2019年，受邀擔任日本只見線應援大使。2022年5月10日，在其個人Youtube上公開確診了新冠肺炎。

## 音樂作品

### 單曲
| 年份          | 曲名                           | 備註                                         |
| 2016年        | 討厭喜歡你                     | 《惡作劇之吻》片頭曲，與李玉璽合唱。         |
| 2018年1月11日 | 如果我是你                     | 吳心緹第一次作詞，與邱鋒澤合唱。             |
| 2018年4月12日 | 如果我是你 - 抒情版            | 特別推出的抒情版本                           |
| 2018年7月31日 | 《搖滾畢業生》片尾曲〈好感覺〉 | 與黃偉晉、邱鋒澤合唱 搖滾畢業生 - 影視原聲帶 |
| 2018年8月31日 | 《搖滾畢業生》插曲〈女孩〉     | 搖滾畢業生 - 影視原聲帶                      |
| 2018年9月23日 | 美味關係Bitter Sweet of Love   | 與黃奕儒合唱。                               |
| 2019年7月16日 | 你不用知道                     | 由邱鋒澤主唱及作曲，吳心緹作詞               |

## 影視作品

### 電視劇
| 年份   | 頻道                    | 劇名                  | 角色   | 性質       |
| 2013年 | 大愛電視台              | 無敵老爸              | 廖淑蓉 | 女配角     |
| 2013年 | 台視                    | 愛的生存之道          | 小琳   | 女配角     |
| 2013年 | 公視                    | 當我們同在一起        | 王少冉 | 第三女主角 |
| 2015年 | 公視                    | 公視人生劇展─事事達人 | 吳心玫 | 女主角     |
| 2015年 | 中視                    | 必娶女人              | 小敏   | 客串       |
| 2015年 | 台視、三立都會台        | 愛上哥們              | 美芳   | 客串       |
| 2016年 | 台視                    | 幸福不二家            | Yui    | 第三女主角 |
| 2016年 | PPTV、Line TV、東森超視 | 惡作劇之吻            | 向月琴 | 女主角     |
| 2018年 | CHOCO TV、華視          | 搖滾畢業生            | 夏依   | 女主角     |
| 2020年 | 騰訊視頻                | 浪花男神              | 沈沐欣 | 女主角     |
| 2022年 | Disney+                 | 台北女子圖鑑          | Maggie | 客串       |
| 2024年 | 東森超視、華視          | 阿榮與阿玉            | 袁嘉心 | 女配角     |

### 綜藝節目
- 2010《美少女時代》節目成員
- 2017《閨蜜愛旅行》沙巴篇（搭檔陳語安）
- 2018《閨蜜愛旅行》岡山縣篇（搭檔嚴正嵐）
- 2021《全明星運動會》第二季紅隊成員[3]
- 2023《炸裂吧女孩》紅隊隊長

### 微電影
- 視障多元就業微電影《相信》
- 北海道十勝觀光微電影《My Little Guidebook》,《My Little Guidebook ICE》
- 新埔三街六巷九宗祠微電影《汽水瓶裡的約定》

### 音乐录影带
| 年份   | 歌手           | MV         | 備註         |
| 2013年 | 梁佳傑         | 愛上你的愛 | 演出MV       |
| 2014年 | MP魔幻力量     | 偷偷的     | 演出MV       |
| 2016年 | 畢書盡         | 愛戀魔法   | 和聲及演出MV |
| 2018年 | 邱鋒澤         | 如果我是你 | 合唱及演出MV |
| 2018年 | 黃奕儒         | 美味關係   | 合唱及演出MV |
| 2019年 | 陳零九、邱鋒澤 | 天黑請閉眼 | 演出MV       |

### 舞台劇
- 2019年《當我們同在一起》

## 平面書籍

### 電視刊物
- 《惡作劇之吻Miss In Kiss 寫真書》

### 雜誌封面
- 愛玩客 2014年8月號
- Vinge 2月號/2016 第1期創刊號
- MyCOLOR 2017年1月號
- 愛女生 2017年1月號
- Pinkink粉墨誌 2017年1月號
- Vinge 2月號/2017 第7期
- 華流 1-2月合刊號/2017 第46期
- 時報周刊2031期
- COOL 2017年3月號

### 寫真集
- 2022《Hot Heart吳心緹．寫真》

## 节目主持

### 電視節目
- 2014-2016《愛玩客》主持
- 2022《全明星觀察中》第二季成員

### 直播節目
- 2018-2019 PlayStation玩樂DNA - 主持

## 外部連結
- 吳心緹的Facebook專頁
- 吳心緹的Instagram帳戶
- YouTube上的吳心緹頻道
- 吳心緹的新浪微博